# روبین استنایت
روبین استنایت (انگلیسی: Robin Stenuit؛ زادهٔ ۱۶ ژوئن ۱۹۹۰) دوچرخه‌سوار اهل بلژیک است.
از باشگاه‌هایی که در آن بازی کرده‌است می‌توان به وانتی–گروپ گوبر، و وانتی–گروپ گوبر، و دابلیوبی ورانکلاسیک آکوا پروتکت، دابلیوبی ورانکلاسیک آکوا پروتکت، وانتی–گروپ گوبر، و وانتی–گروپ گوبر، اشاره کرد.